# 馬達加斯加叉舌鰕虎魚
馬達加斯加叉舌鰕虎魚（学名：Glossogobius ankaranensis），为輻鰭魚綱鱸形目鰕虎亞目鰕虎科叉舌鰕虎魚屬下的一个种，被IUCN列為易危保育類動物，為熱帶淡水魚，分布於非洲馬達加斯加淡水流域，體長可達5.1公分，棲息在洞穴，生活習性不明。

## 扩展阅读
- 維基物種上的相關：馬達加斯加叉舌鰕虎魚